# Adelognathus americanus
Adelognathus americanus är en stekelart som beskrevs av Joseph Augustine Cushman 1922. Adelognathus americanus ingår i släktet Adelognathus och familjen brokparasitsteklar. Inga underarter finns listade i Catalogue of Life.